# Enemy Mine – Geliebter Feind
Enemy Mine – Geliebter Feind (Originaltitel: Enemy Mine) ist ein US-amerikanisch-deutscher Science-Fiction-Film von Wolfgang Petersen aus dem Jahr 1985. Die deutsche Kinopremiere fand am 12. Dezember 1985 statt.

## Handlung
Die Menschheit führt Krieg um ein Planetensystem gegen die reptiloiden (echsenartigen) Dracs. Der Raumjägerpilot (englisch Space Trooper) Willis Davidge und der Drac-Pilot Jeriba Shigan müssen nach einem Raumgefecht auf dem ungastlichen Planeten Fyrine IV notlanden. Dort bekämpfen sie sich zunächst weiter auf Leben und Tod. Nachdem Shigan Davidge gefangen genommen hat, arbeiten sie zusammen, um überleben zu können, und lernen dabei jeweils die Sprache des anderen. Nachdem der Drac dem Menschen, der ihn anfangs als „Krötengesicht“ beschimpft hatte, das Leben gerettet hat, werden sie schließlich Freunde. Als Shigan, wie sich herausstellt ein Hermaphrodit, durch für sein Volk typische ungeschlechtliche Vermehrung Nachwuchs erwartet und spürt, dass es dabei zu Problemen kommen wird, verpflichtet sich Davidge, für das erwartete Kind zu sorgen. Damit der junge Drac später in die Gemeinschaft seines Volkes aufgenommen werden kann, lernt er die Liste seiner Ahnen auswendig. Shigan stirbt bei der Geburt, und Davidge zieht dessen Nachkommen Zammis allein auf, bis Menschen, die Dracs als Arbeitssklaven zur Förderung wertvoller Mineralien halten, diesen gefangen nehmen. Der dabei schwer verwundete Davidge wird später von einem Suchtrupp gerettet und zu seiner Raumstation zurückgebracht, fliegt aber zurück, um Zammis und die anderen Sklaven zu befreien. Der Film endet damit, dass bei der Eingliederungszeremonie auf dem Heimatplaneten der Dracs der Name des Menschen in die Ahnenreihe des jungen Drac aufgenommen wird.

## Buchvorlage
Die Handlung des Films beruht auf einer Science-Fiction-Kurzgeschichte des für dieses Werk auch preisgekrönten (Hugo und Nebula Award) Autors Barry B. Longyear (1942–2025), die 1979 erstmals erschien als Enemy Mine. Auf Deutsch wurde sie unter dem Titel Du, mein Feind bzw. Mein lieber Feind als Kernnovelle des Romans Erbfeinde veröffentlicht. Der Roman zum Film wurde von dem SF-Autor David Gerrold auf der Grundlage dieser Kurzgeschichte erweitert.

## Produktionsnotizen

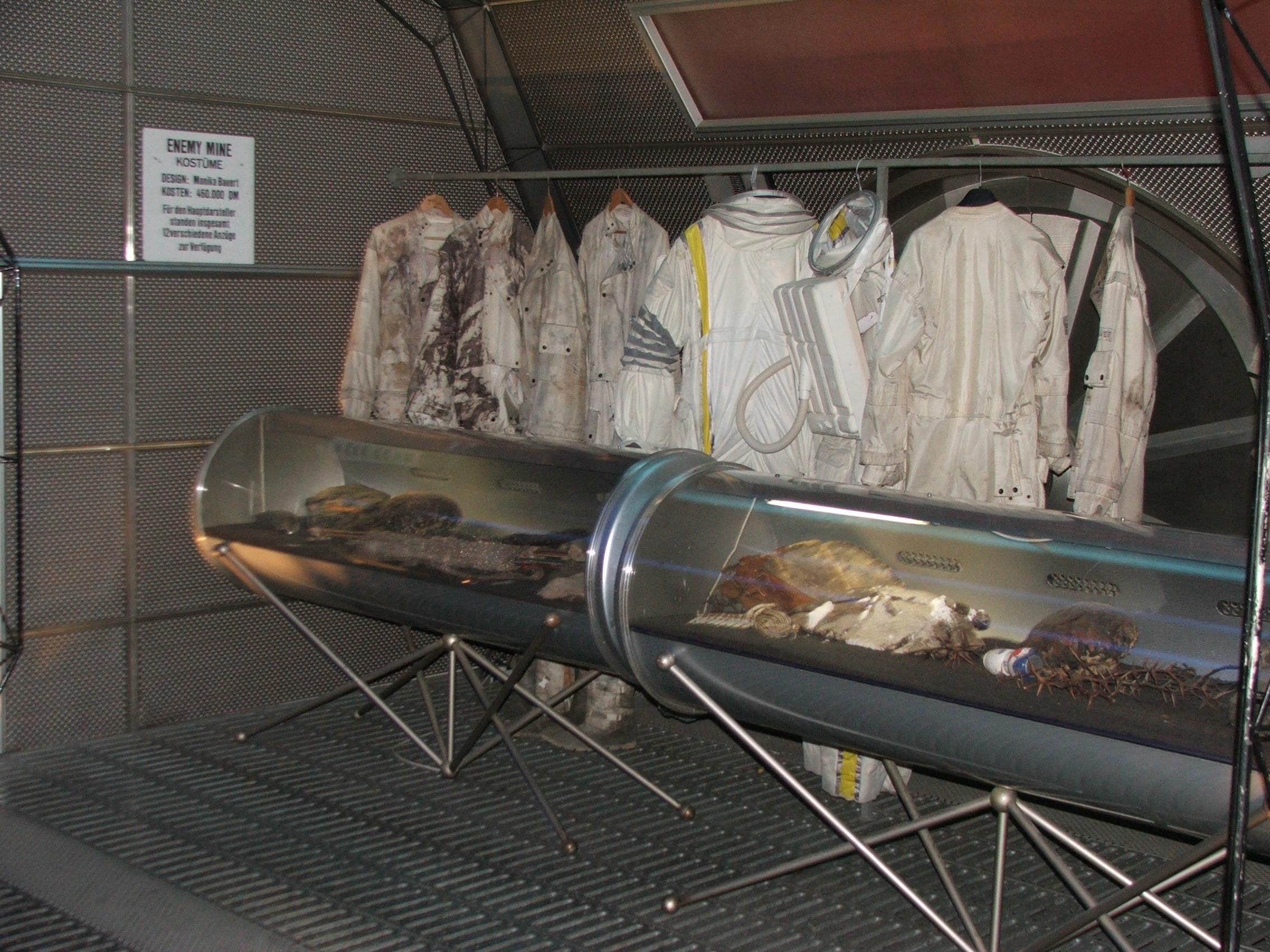
Filmkostüme für Enemy Mine

Die ersten Dreharbeiten des 25 Millionen Dollar teuren Films unter der Regie von Richard Loncraine wurden im Mai 1984 abgebrochen. Wolfgang Petersen drehte den Film dann ab September 1984 in den Münchner Bavaria Filmstudios und auf Lanzarote. Die Spezialeffekte besorgten Karl Baumgartner und Industrial Light & Magic. Das Set der Raumstation und des Planeten konnte bis Ende 2007 in öffentlichen Führungen besucht werden. Die Uraufführung erfolgte am 11. Dezember 1985 im Mathäser-Filmpalast in München.

## Kritiken
„Ein trotz aller Anstrengungen nur leidlich interessantes B-Picture in allzu aufgemotzter Verpackung; bombastische Effekte und tricktechnischer Großaufwand werden in holprig aneinandergereihten Szenen ausgestellt.“

„Phantasie und Technik vereinigen sich […] zu einem aufgeblähten Weltraum-Spektakel, das eine bemühte, aber dünne Story nur unzureichend überdeckt.“

„Selten war Science-Fiction sentimentaler als im US-Regiedebüt von Wolfgang Petersen (Das Boot). Fazit: Kleine Geschichte, monströs aufgepeppt.“

„ein Remake von Robinson Crusoe auf dem Mars […]. Von echtem Verständnis für andere Mentalitäten keine Spur.“

## Hintergrund
- Die Antikriegsfilme Der Lohn der Mutigen (1965) und Die Hölle sind wir (1968) haben ein ähnliches Thema: Während des Pazifikkrieges stranden amerikanische und japanische Soldaten auf einer einsamen Insel und lernen, friedlich miteinander zu leben.
- Eine erste Science-Fiction-Version des Stoffes gab es 1969 in Gerry Andersons Fernsehserie UFO, und zwar in der Episode Die Begegnung.
- Auch die Episode Das Geheimnis um Starbuck der SF-Serie Kampfstern Galactica (1980) weist einen ähnlichen Plot auf.
- Der grundsätzliche Plot dieses Filmes wurde insbesondere von Star Trek mehrfach aufgegriffen, so zum Beispiel in der Episode Darmok von Raumschiff Enterprise: Das nächste Jahrhundert und in der Episode Morgengrauen von Star Trek: Enterprise. Die deutlichste Adaption ist jedoch die inhaltlich fast identisch angelegte Das-nächste-Jahrhundert-Episode Auf schmalem Grat.
- 2002 schrieb Arjen Anthony Lucassen für das Musikprojekt Star One  den Song Inseparable Enemies, welcher von dieser Geschichte handelt.
- Der Science-Fiction-Film Hunter Prey (2010) weist starke Einflüsse von Enemy Mine auf.
- Ein vom Süddeutschen Rundfunk 1981 produziertes Hörspiel "Bruder Feind" nimmt die Geschichte auf und verlegt Teile der Handlung, nach der Rettung von Davidge und Zammis, auf den Planeten der Dracs.